# Tournoi des Quatre Nations 2016
Navigation
Édition précédente
Le Tournoi des Quatre Nations 2016 (en anglais Rugby League Four Nations) est la cinquième édition de cette compétition internationale de rugby à XIII. Elle se déroule du 28 octobre au 20 novembre 2016 en Angleterre. Les quatre participants sont l’Australie (no 1 mondial), la Nouvelle-Zélande (no 2 mondial), l'Angleterre (no 3 mondial) et l'Écosse (no 9 mondial), qualifié en remportant la Coupe d'Europe des nations 2014.
L'Australie prend sa revanche de l'édition 2014 en prenant le meilleur sur la Nouvelle-Zélande en finale, elle sort du reste invaincue de la compétition. Rapidement dépassée en finale, la Nouvelle-Zélande avait offert une meilleure opposition contre l'Australie en phase de poule mais avait battu difficilement l'Angleterre et a été tenue en échec par l'Écosse. L'Angleterre, battue d'entrée par la Nouvelle-Zélande, a rapidement vu ses chances de se qualifier pour la finale disparaître. Malgré une victoire contre l'Écosse, elle n'est pas parvenue à inquiéter l'Australie. Enfin l'Écosse, petit poucet du Tournoi, a perdu ses deux matchs contre l'Australie et l'Angleterre sans pouvoir prétendre à une victoire mais a offert le point du match nul contre la Nouvelle-Zélande. L'édition est marquée par un succès populaire avec une affluence cumulée de 153 664 spectateurs soit une moyenne de 21 952 spectateurs par match.

## Acteurs du Tournoi des Quatre Nations
Quatre sélections participent au Tournoi des Quatre Nations. Trois nations sont automatiquement qualifiées en raison de leur prestige, à savoir l’Australie (no 1 mondial), la Nouvelle-Zélande (no 2 mondial), l'Angleterre (no 3 mondial). La quatrième nation qualifiée est la nation ayant remporté la Coupe d'Europe des nations 2014, à savoir l'Écosse.

### Angleterre
- Sélectionneur :  Wayne Bennett

L'équipe est annoncée le 10 octobre 2016.
| Club                        | Joueurs                                                      |
| --------------------------- | ------------------------------------------------------------ |
| Wigan Warriors              | John Bateman, Liam Farrell, Dan Sarginson, George Williams   |
| Widnes Vikings              | Kevin Brown                                                  |
| South Sydney Rabbitohs      | George Burgess, Sam Burgess, Tom Burgess                     |
| Warrington Wolves           | Daryl Clark, Mike Cooper, Christopher Hill, Stefan Ratchford |
| Leeds Rhinos                | Brett Ferres, Ryan Hall                                      |
| Castleford Tigers           | Luke Gale                                                    |
| Canterbury Bulldogs         | James Graham                                                 |
| Canberra Raiders            | Josh Hodgson, Elliott Whitehead                              |
| St Helens RLFC              | Jonny Lomax, Mark Percival                                   |
| Huddersfield Giants         | Jermaine McGillvary                                          |
| Hull FC                     | Scott Taylor                                                 |
| St George Illawarra Dragons | Gareth Widdop                                                |

Initialement sélectionné, Brett Ferres déclare forfait en raison d'une blessure le 18 octobre 2016.

### Australie
- Sélectionneur :  Mal Meninga

| Club                          | Joueurs                                                        |
| ----------------------------- | -------------------------------------------------------------- |
| Brisbane Broncos              | Darius Boyd, Matt Gillett, Sam Thaiday                         |
| Canberra Raiders              | Shannon Boyd                                                   |
| Canterbury-Bankstown Bulldogs | David Klemmer                                                  |
| Cronulla Sharks               | Valentine Holmes, James Maloney                                |
| Manly-Warringah Sea Eagles    | Jake Trbojevic                                                 |
| Melbourne Storm               | Cooper Cronk, Cameron Smith                                    |
| North Queensland Cowboys      | Michael Morgan, Justin O’Neill, Matt Scott, Johnathan Thurston |
| Penrith Panthers              | Josh Mansour, Trent Merrin, Matt Moylan                        |
| South Sydney Rabbitohs        | Greg Inglis                                                    |
| Sydney Roosters               | Boyd Cordner, Blake Ferguson, Jake Friend                      |
| St George Illawarra Dragons   | Josh Dugan, Tyson Frizell                                      |
| Wests Tigers                  | Aaron Woods                                                    |

- Josh Papalii, blessé, ne peut répondre positivement à la sélection et est remplacé par Jake Trbojevic le 13 octobre 2016.

### Écosse
- Sélectionneur :  Steve McCormack

| Club                         | Joueurs                         |
| ---------------------------- | ------------------------------- |
| Batley Bulls                 | Danny Addy, David Scott         |
| St. George Illawarra Dragons | Euan Aitkin                     |
| Huddersfield Giants          | Ryan Brierley, Danny Brough     |
| Widnes Vikings               | Sam Brooks                      |
| West Tigers                  | Tyler Cassel                    |
| North Queensland Cowboys     | Lachlan Coote, Kane Linnett     |
| Gold Coast Titans            | Luke Douglas                    |
| Bradford Bulls               | Dale Ferguson, Ben Kavanagh     |
| London Broncos               | Ben Hellewell                   |
| Leigh Centurions             | Liam Hood                       |
| Halifax RLFC                 | Ryan Maneely                    |
| Castleford Tigers            | Frankie Mariano                 |
| Ipswich Jets                 | Billy McConnachie               |
| Hull KR                      | Kieran Moran, Adam Walker       |
| Workington Town              | Brett Phillips, Callum Phillips |
| Northern Pride RLFC          | Sheldon Powe-Hobbs              |
| Warrington Wolves            | Matthew Russell                 |
| Wigan Warriors               | Lewis Tierney                   |

### Nouvelle-Zélande
- Sélectionneur :  David Kidwell

| Club                          | Joueurs                                                                                   |
| ----------------------------- | ----------------------------------------------------------------------------------------- |
| Brisbane Broncos              | Adam Blair, Jordan Kahu                                                                   |
| Canberra Raiders              | Jordan Rapana, Joseph Tapine                                                              |
| Canterbury-Bankstown Bulldogs | Greg Eastwood                                                                             |
| Cronulla Sharks               | Gerard Beale                                                                              |
| Manly-Warringah Sea Eagles    | Lewis Brown, Martin Taupau                                                                |
| Melbourne Storm               | Jesse Bromwich, Tohu Harris, Kevin Proctor                                                |
| New Zealand Warriors          | David Fusitu'a, Shaun Johnson, Solomone Kata, Thomas Leuluai, Issac Luke, Simon Mannering |
| North Queensland Cowboys      | Jason Taumalolo                                                                           |
| Parramatta Eels               | Manu Ma'u                                                                                 |
| Penrith Panthers              | Te Maire Martin, Dallin Watene-Zelezniak, James Fisher-Harris                             |
| St George Illawarra Dragons   | Jason Nightingale                                                                         |
| Sydney Roosters               | Shaun Kenny-Dowall, Jared Waerea-Hargreaves                                               |

James Fisher-Harris remplace Simon Mannering en raison de la blessure de ce dernier le 18 octobre 2016.

## Déroulement de la compétition
Cette compétition se déroule en deux phases : une phase de qualification et une finale. Pendant la phase de qualification, chaque équipe affronte une fois chacun ses trois adversaires. À l'issue de cette phase, les deux premiers s'affrontent en finale.

### Phase de qualification
| Groupe |                  |   |   |   |   |     |     |     |
|        | Équipe           | J | V | N | D | PP  | PC  | Pts |
| 1      | Australie        | 3 | 3 | 0 | 0 | 104 | 38  | 6   |
| 2      | Nouvelle-Zélande | 3 | 1 | 1 | 1 | 43  | 48  | 3   |
| 3      | Angleterre       | 3 | 1 | 0 | 2 | 72  | 65  | 2   |
| 4      | Écosse           | 3 | 0 | 1 | 2 | 42  | 110 | 1   |

| 28 octobre  | Australie        | 54-12   | Écosse           | Lightstream Stadium, Kingston-upon-Hull |
| 29 octobre  | Angleterre       | 16-17   | Nouvelle-Zélande | John Smith's Stadium, Huddersfield      |
| 5 novembre  | Angleterre       | 38 - 12 | Écosse           | Ricoh Arena, Coventry                   |
| 5 novembre  | Nouvelle-Zélande | 8 - 14  | Australie        | Ricoh Arena, Coventry                   |
| 11 novembre | Nouvelle-Zélande | 18 - 18 | Écosse           | Derwent Park, Workington                |
| 13 novembre | Angleterre       | 18 - 36 | Australie        | Stade olympique de Londres, Londres     |

### Détails des matchs du premier tour

#### Première journée

##### Australie-Ecosse
(mt : 30 - 6)
Homme du match :  Matthew Moylan
Points marqués :
- Australie : 10 essais de Ferguson (6e), Cronk (10e, 15e), Maloney (13e), Mansour (26e, 35e), Dugan (44e), Frizell (66e), Morgan (69e), Trbojevic (80e) ; 7 transformations de Maloney (10e, 13e, 15e, 44e, 66e, 68e, 80e)
- Écosse : 2 essais de Brierley (38e), Kavanagh (58e) ; 2 transformations de Brough (38e, 58e)

Évolution du score : 4-0, 10-0, 16-0, 22-0, 26-0, 30-0, 30-6, 36-6, 36-12, 42-12, 48-12, 54-12
Arbitre :  Ben Thaler
Face à l'Écosse, l'Australie n'a pas présenté son équipe type et s'est permis de se passer de quelques-uns de ses meilleurs joueurs tels que Greg Inglis, Jonathan Thruston, Matt Scott, Matt Gillett et de Darius Boyd. Cela n'empêche pas l'Australie d'inscrire dix essais, toutefois le sélectionneur australien Mal Meninga note une insatisfaction sur les séquences défensives qui ont permis à l'Écosse d'inscrire deux essais. Dans ce match où l'Australie n'a pas forcé son talent, l'Écosse n'a jamais paru en position de faire douter son adversaire. L'arrière australien Matt Moylan pour sa première sélection est élu homme du match.

##### Angleterre-Nouvelle-Zélande
(mt : 4 - 6)
Homme du match :  Shaun Johnson
Points marqués :
- Angleterre : 2 essais de McGillvary (48e), Hall (61e) ; 2 transformations de Widdop (49e, 62e) ; 2 pénalités de Widdop (3e, 11e)
- Nouvelle-Zélande : 3 essais de Rapana (35e, 56e), Johnson (58e) ; 1 transformation de Kahu (43e) ; 1 pénalité  de Kahu (31e) ;  1 drop de Johnson (65e)

Évolution du score : 2-0, 4-0, 4-2, 4-6, 4-12, 10-12, 10-16, 16-16, 16-17
Arbitre :  Robert Hicks
Le choc entre ces deux équipes a tenu sa promesse, il a fallu un drop de Shaun Johnson et une solidarité défense des Néo-Zélandais dans les quinze dernières minutes qui ont permis à la Nouvelle-Zélande de s'imposer d'un unique point 17-16 face à l'Angleterre. Auteur du drop et d'un essai, Shaun Johnson est désigné homme du match (à l'instar de la dernière demi-finale entre ces deux équipes lors de la Coupe du monde 2013).

#### Deuxième journée

##### Angleterre-Écosse
(mt : 12 - 8)
Homme du match :  George Williams
Points marqués :
- Angleterre : 7 essais de Whitehead (28e, 36e), Percival (50e), Hall (55e), McGillvary (59e), Gale (63e), Farrell (80e) ; 5 transformations de Gale (28e, 36e, 55e, 63e, 80e)
- Écosse : 2 essais de Linnett (7e), Russell (24e), Ferguson (71e)

Évolution du score : 0-4, 0-8, 6-8, 12-8, 16-8, 22-8, 26-8, 32-8, 32-12, 38-12
Arbitre :  Gerard Sutton
Dans cette rencontre au Ricoh Arena de Coventry devant 24 070 spectateurs entre les deux nations battues de la première journée, l'Angleterre avance avec le statut de favori. Toutefois, le début du match est à l'avantage des Écossais qui inscrivent les deux premiers essais et mènent 8-0 après 24 minutes de jeu par l'intermédiaire de Kane Linnett et Matthew Russell. L'Angleterre réagit avec un doublé de Elliott Whitehead avec deux transformations de Luke Gale qui permet à leur équipe de mener à la mi-temps 12-8. En seconde période, l'Écosse baisse d'intensité dans le jeu et les Anglais prennent rapidement le large au score en inscrivant quatre essais pour mener 32-8, l'Écosse inscrit de son côté un troisième essai par Dale Ferguson mais le mot de la fin revient à l'Angleterre qui clôt le score à 38-12 par un essai de Liam Farrell transformé par Gale. l'Angleterre garde ses chances de se qualifier mais devra battre l'Australie.

##### Nouvelle-Zélande-Australie
(mt : 0 - 10)
Homme du match :  Ferguson
Points marqués :
- Nouvelle-Zélande : 2 essais de Kata (49e), Rapana (77e)
- Australie : 2 essais de Ferguson (10e), Thurston (14e) ; 1 transformation de Thurston (14e) ; 2 pénalités de Thurston (55e, 72e)

Évolution du score : 0-4, 0-10, 4-10, 4-12, 4-14, 8-14
Arbitre :  Ben Cummins
Dans cette finale avant la lettre, l'Australie, grande favorite, imprime vote sa marque sur la partie et inscrit dans le premier quart d'heure deux essais par l'intermédiaire de Blake Ferguson et  Johnathan Thurston pour mener 10-0. Ce score n'évolue pas jusqu'à la mi-temps puisque la Nouvelle-Zélande bien que dominée parvient à canaliser les attaques australiennes et est tout près de marquer un essai quand l'Australien Greg Inglis parvient à stopper une contre-attaque de Jordan Rapana. En seconde période, la Nouvelle-Zélande inscrit un essai par Solomone Kata, les Australiens réagissent en inscrivant deux pénalités de Thurston. En fin de match, Rapana marque un essai et redonne espoir aux Néo-Zélandais, ces derniers sont près de marquer lors de la sirène de fin de match par Shaun Johnson mais celui-ci ne parvient pas à aplatir le ballon dans l'en-but, permettant à l'Australie de signer sa seconde victoire en autant de matchs.

#### Troisième journée

##### Écosse-Nouvelle-Zélande
(mt : 4 - 6)
Homme du match :  Shaun Johnson
Points marqués :
- Écosse : 3 essais de Coote (27e), Hellewell (67e), Aitkin (78e) ; 2 transformations de Brough (67e, 78e) ; 1 pénalité de Brough (70e)
- Nouvelle-Zélande : 4 essais de Fusitu'a (24e, 55e), Beale (74e, 76e) ; 1 transformation de Luke (27e)

Évolution du score : 0-6, 4-6, 4-10, 10-10, 12-10, 12-14, 12-18, 18-18
Arbitre :  Ben Cummins
L'Écosse au terme d'un match serré est parvenue à tenir en échec le vice-champion du monde la Nouvelle-Zélande. Cette dernière, vainqueur de l'Angleterre mais battue par l'Australie, ne pensait pas être opposée à pareille résistance. En effet, l'Écosse a été battue par de gros scores par l'Australie puis l'Angleterre et ne s'est jamais imposée contre la Nouvelle-Zélande.
Au Derwent Park à Workington près de la frontière écossaise, la Nouvelle-Zélande ouvre le score grâce à un essai de son ailier Fusitu'a après 20 minutes de jeu, mais elle encaisse rapidement un essai écossais par l'intermédiaire de Coote. La Nouvelle-Zélande mène à la mi-temps 6-4 contre une vaillante équipe écossaise et inscrit en second période un nouvel essai par Fusitu'a leur permettant de mener 10-4. C'est le moment choisi par l'Écosse pour perforer le rideau défensif néo-zélandais par Hellewell suivi d'une pénalité de Brough, l'Écosse mène ainsi 12-10 à dix minutes de la fin. La Nouvelle-Zélande trouve des ressources pour inscrire deux essais par Beale et mener 18-12, mais dans la dernière minute l'Écosse égalise par un essai d'Aitkin transformé par Brough. Le maître à jouer néo-zélandais Shaun Johnson est désigné homme du match (pour la deuxième fois dans ce tournoi après le match contre l'Angleterre).

##### Angleterre-Australie
(mt : 6 - 10)
Homme du match :  Cooper Cronk
Points marqués :
- Angleterre : 3 essais de McGillvary (26e), Widdop (67e), Hall (76e) ; 2 transformations de Widdop (68e, 77e) ; 1 pénalité de Widdop (12e)

- Australie: 6 essais de Ferguson (36e), Inglis (47e), Scott (57e), Dugan (59e), Gillett (72e), Holmes (79e) ; 4 transformations de Thurston (37e, 49e, 58e, 60e) ; 2 pénalités de Thurston (18e, 40e)

Évolution du score : 2-0, 2-2, 6-2, 6-8, 6-10, 6-16, 6-22, 6-28, 12-28, 12-32, 18-32, 18-36
Arbitre :  Robert Hicks

### Finale
(mt : 24 - 0)
Homme du match :  Darius Boyd
Points marqués :
- Australie: 6 essais de Ferguson (3e), Dugan (15e, 33e), Merrin (20e), Boyd (44e), Cordner (74e) ; 3 transformations de Thurston (3e, 20e, 74e) ; 2 pénalités de Thurston (18e, 29e)
- Nouvelle-Zélande: 2 essais de Kahu (56e, 71e)

Évolution du score : 6-0, 10-0, 12-0, 18-0, 20-0, 24-0, 28-0, 28-4, 28-8, 34-8 
Arbitre :  Ben Cummins
Spectateurs : 40 042
Composition des équipes :
- Australie : Darius Boyd - Blake Ferguson, Greg Inglis, Josh Dugan, Valentine Holmes - Johnathan Thurston, Cooper Cronk - Matthew Scott, Cameron Smith (c), Aaron Woods, Boyd Cordner, Matt Gillett, Trent Merrin - Michael Morgan, David Klemmer, Tyson Frizell, Shannon Boyd - Entraîneur : Mal Meninga
- Nouvelle-Zélande : Jordan Kahu - David Fusitu'a, Solomone Kata, Shaun Kenny-Dowall, Jordan Rapana - Tohu Harris, Shaun Johnson - Jesse Bromwich (c), Issac Luke, Adam Blair, Kevin Proctor, Manu Ma'u, Jason Taumalolo - Lewis Brown, Martin Taupau, Greg Eastwood, Joseph Tapine - Entraîneur : David Kidwell

La finale du Tournoi prend place à l'Anfield Road de Liverpool, stade de football où joue le Liverpool FC devant 40 042 spectateurs. La première période de cette finale tourne à l'avantage de l'Australie qui a rapidement pris le jeu à son compte et fructifie chacune de ses attaques. Après cette première période, l'Australie mène 24-0 avec quatre essais inscrit par Ferguson, Dugan (à deux reprises) et Merrin contre une Nouvelle-Zélande hors sujet et dépassée.
Au retour des vestiaires en seconde période, l'Australie inscrit un nouvel essai par Boyd ne laissant pas la Nouvelle-Zélande espérer un retour. Malgré deux essais de son arrière Kahu qui leur permet de sauver l'honneur, la Nouvelle-Zélande se voit défaite 8-34 et dépossédée de son titre acquis en 2014 après un ultime essai australien de Cordner.

## Bilan de la Coupe du monde

### joueurs en évidence

#### Meilleurs marqueurs d'essais

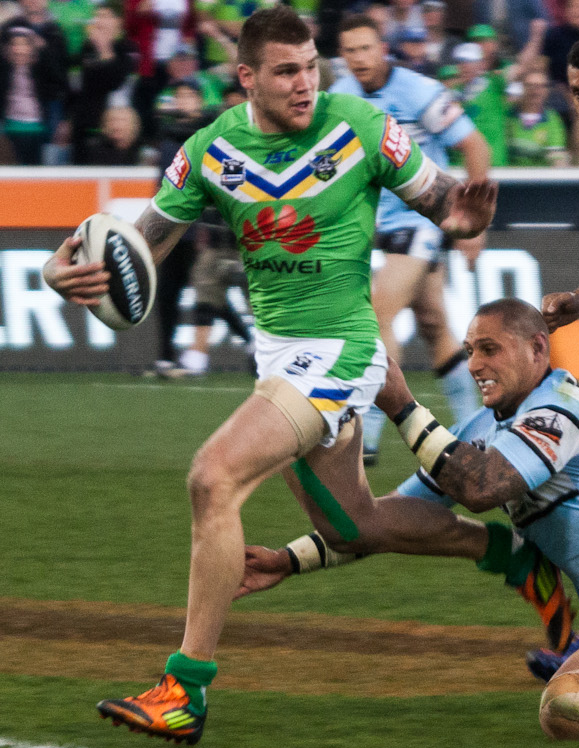
Josh Dugan
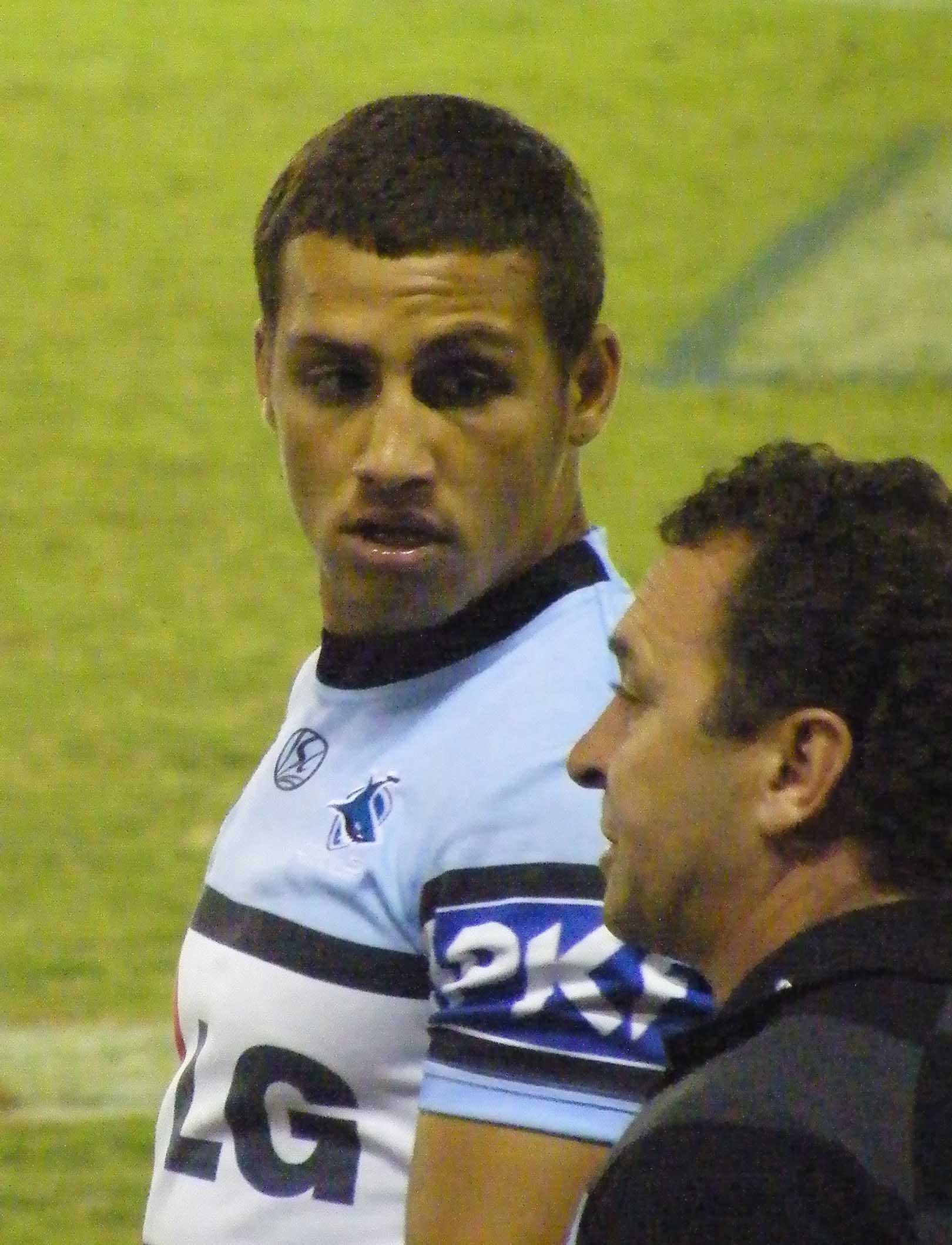
Blake Ferguson
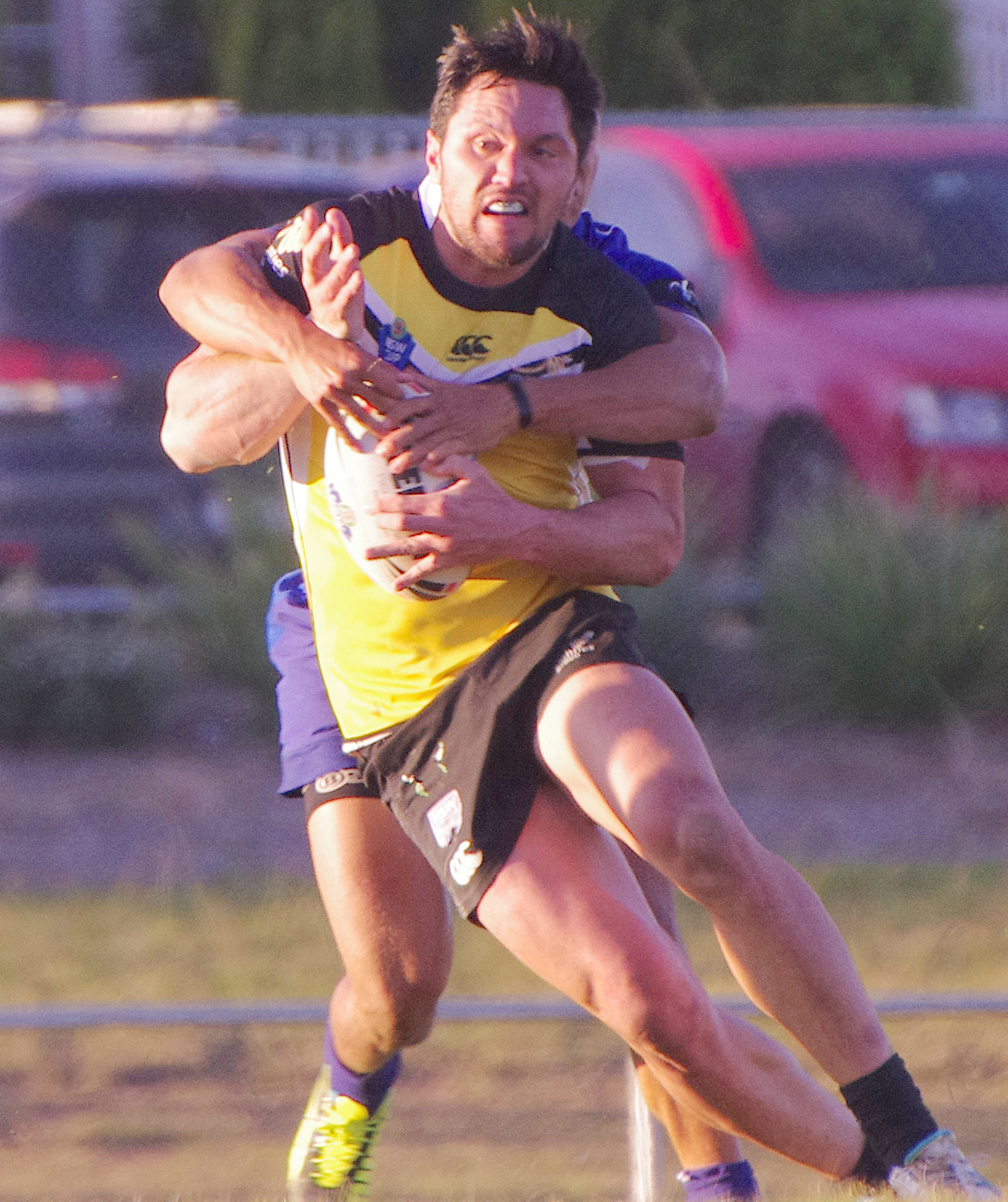
Jordan Rapana
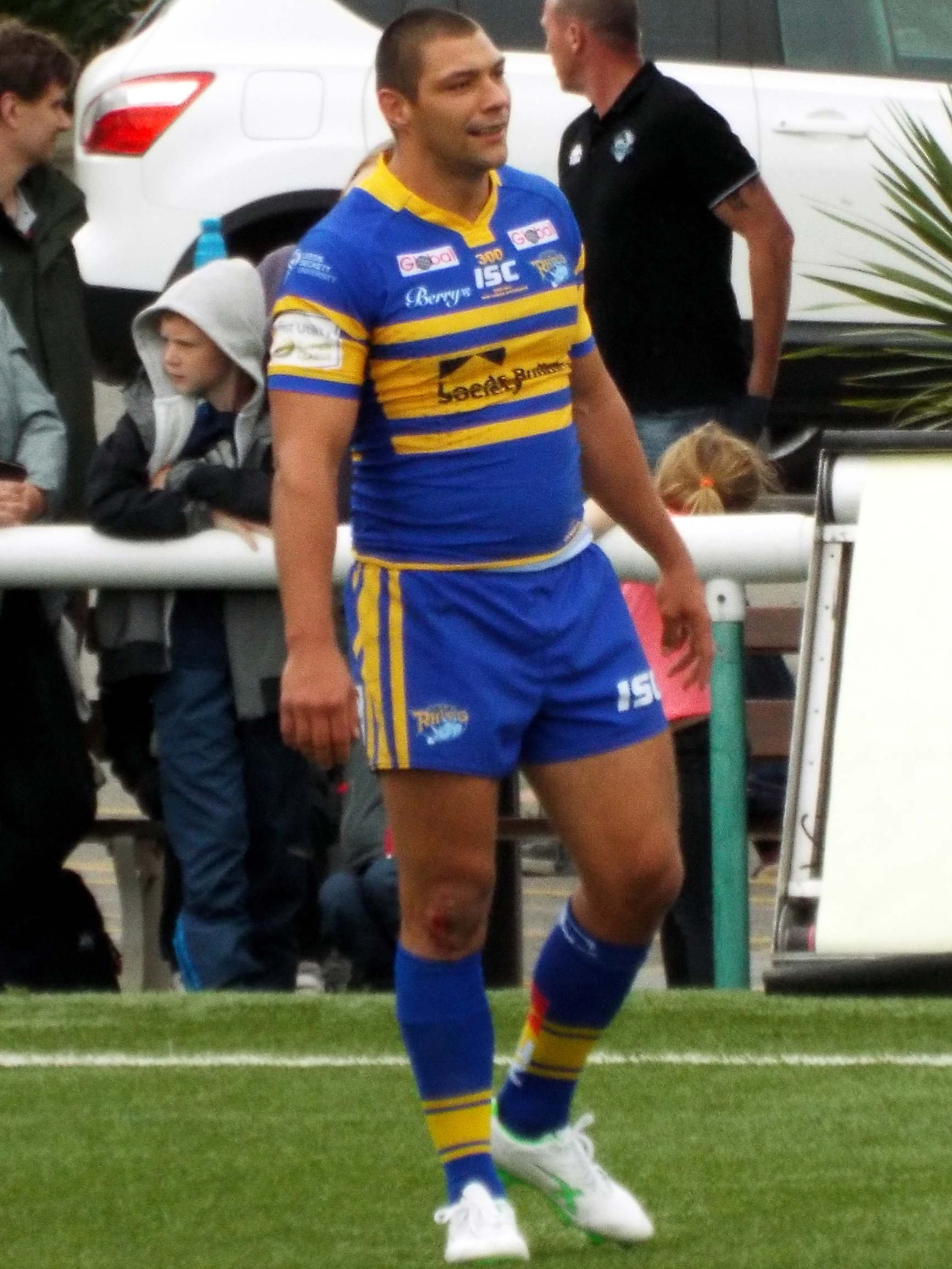
Ryan Hall
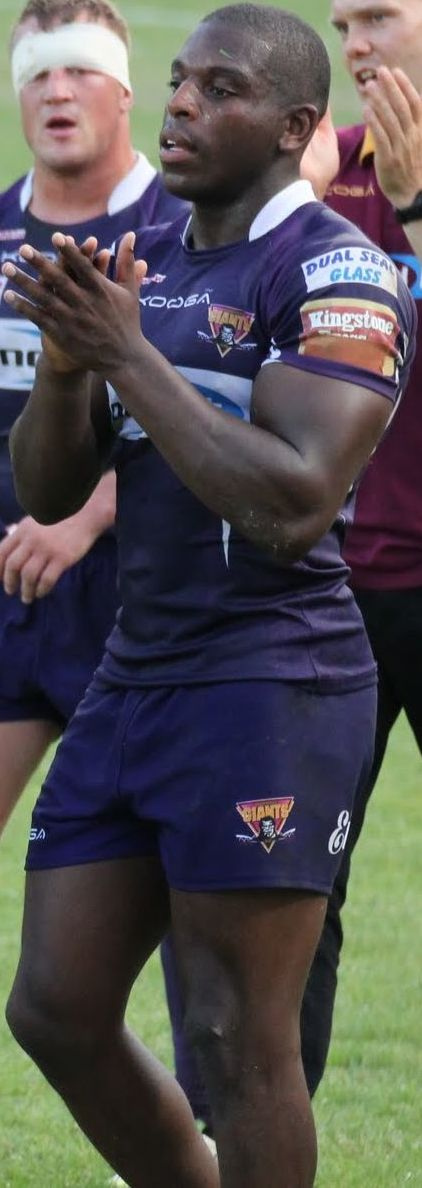
Jermaine McGillvary

| Rang | Joueur              | Équipe           | Essais | MJ |
| ---- | ------------------- | ---------------- | ------ | -- |
| 1    | Josh Dugan          | Australie        | 4      | ?  |
|      | Blake Ferguson      | Australie        | 4      | -  |
| 3    | Ryan Hall           | Angleterre       | 3      | -  |
|      | Jermaine McGillvary | Angleterre       | 3      | -  |
|      | Jordan Rapana       | Nouvelle-Zélande | 3      | -  |

#### Meilleurs scoreurs

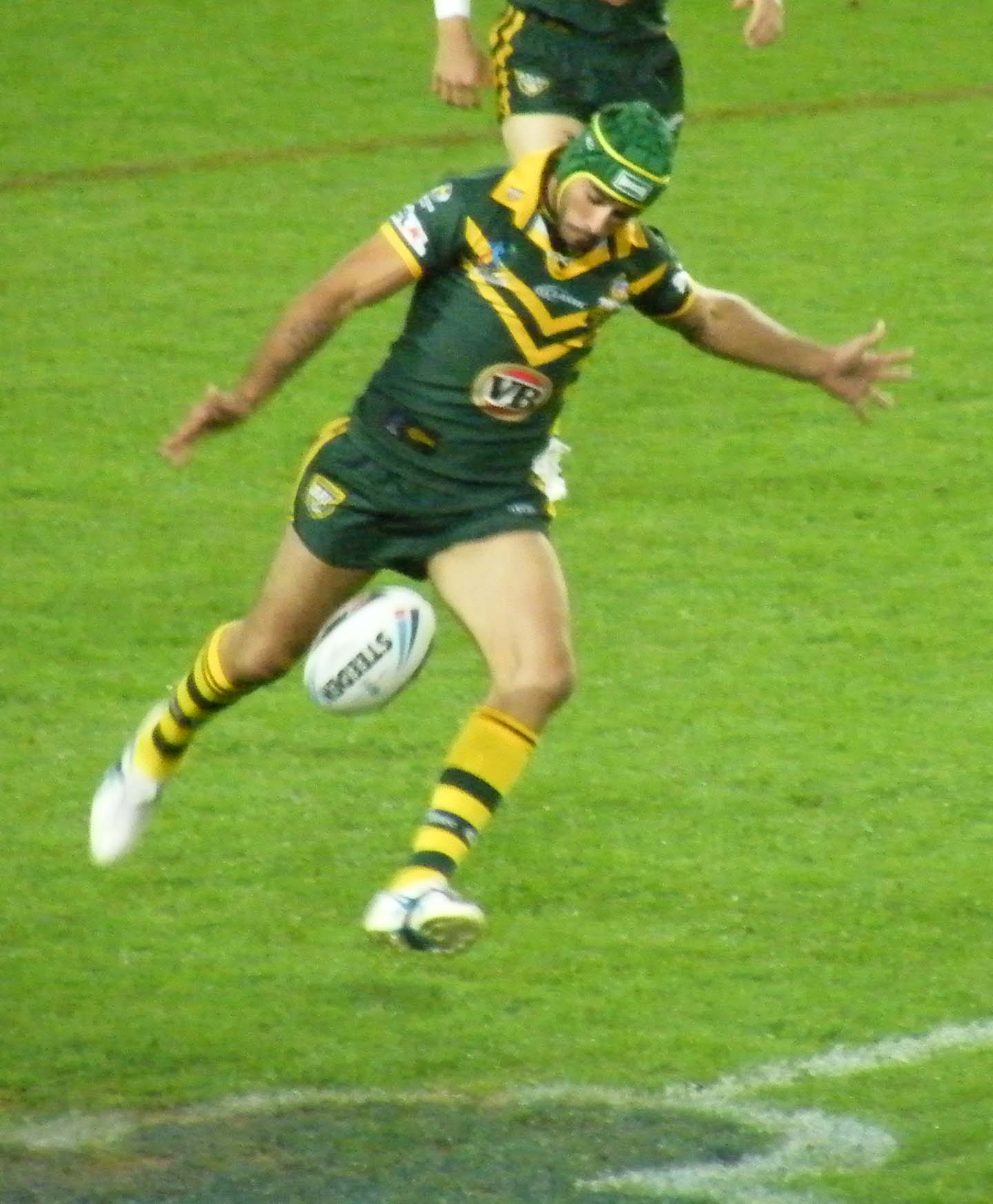
Johnathan Thurston
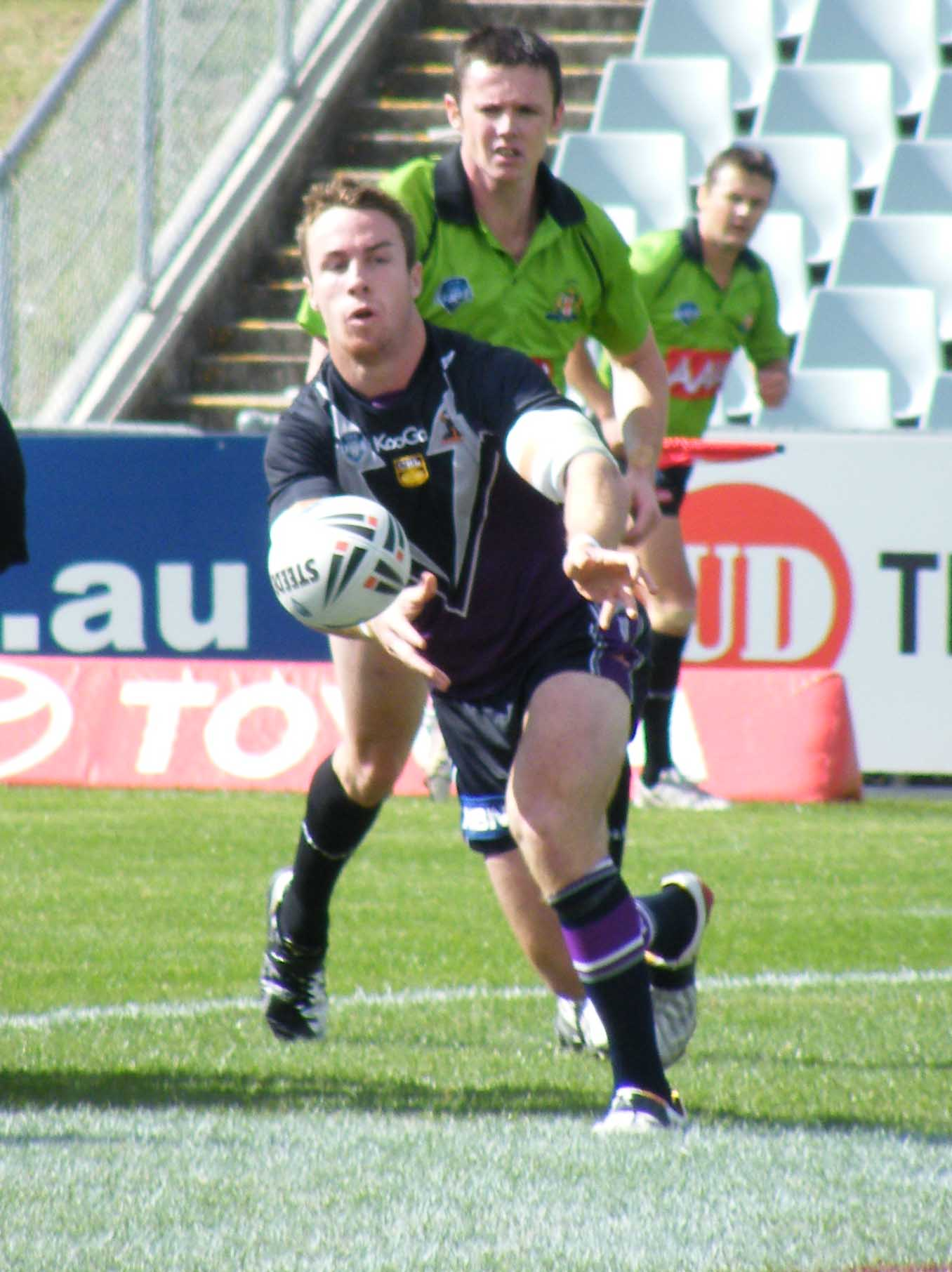
James Maloney
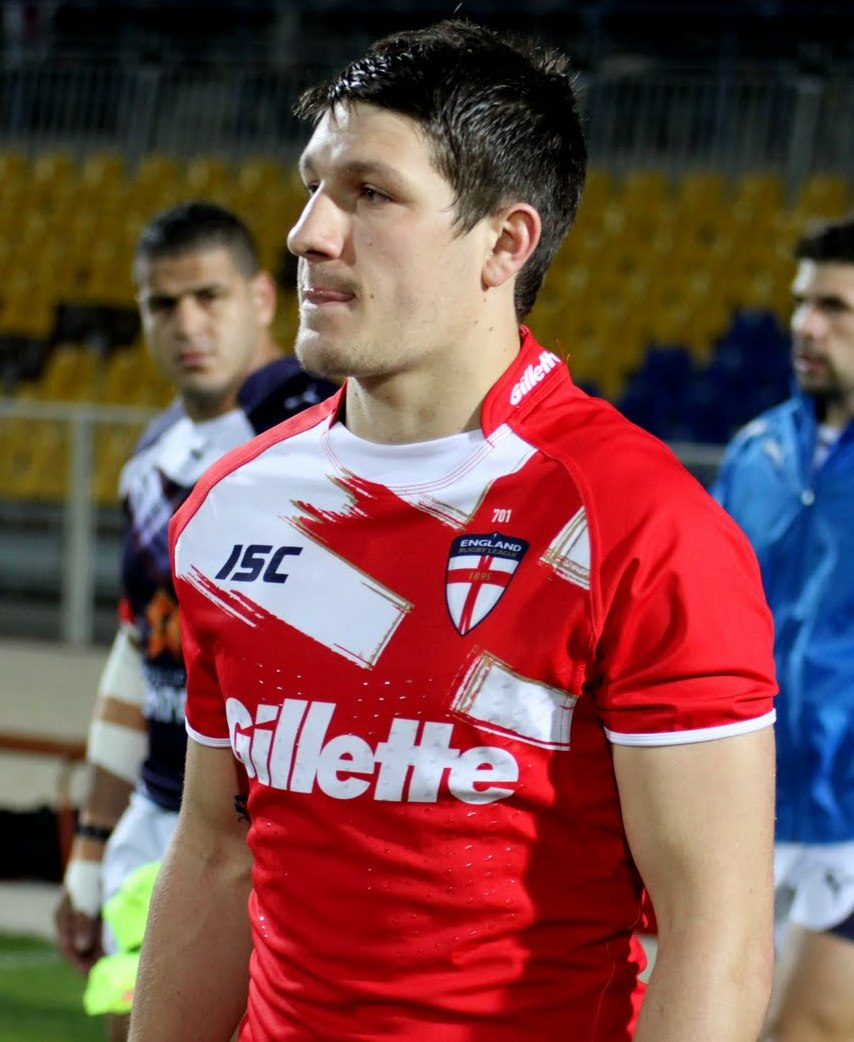
Gareth Widdop
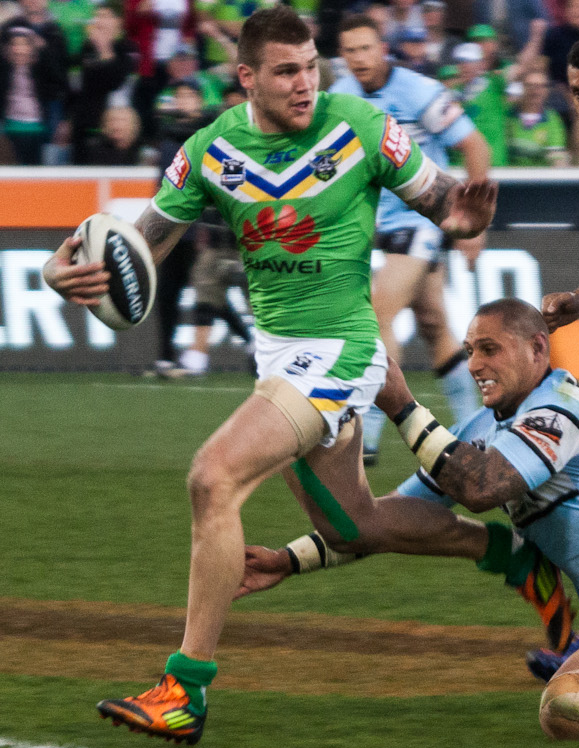
Josh Dugan
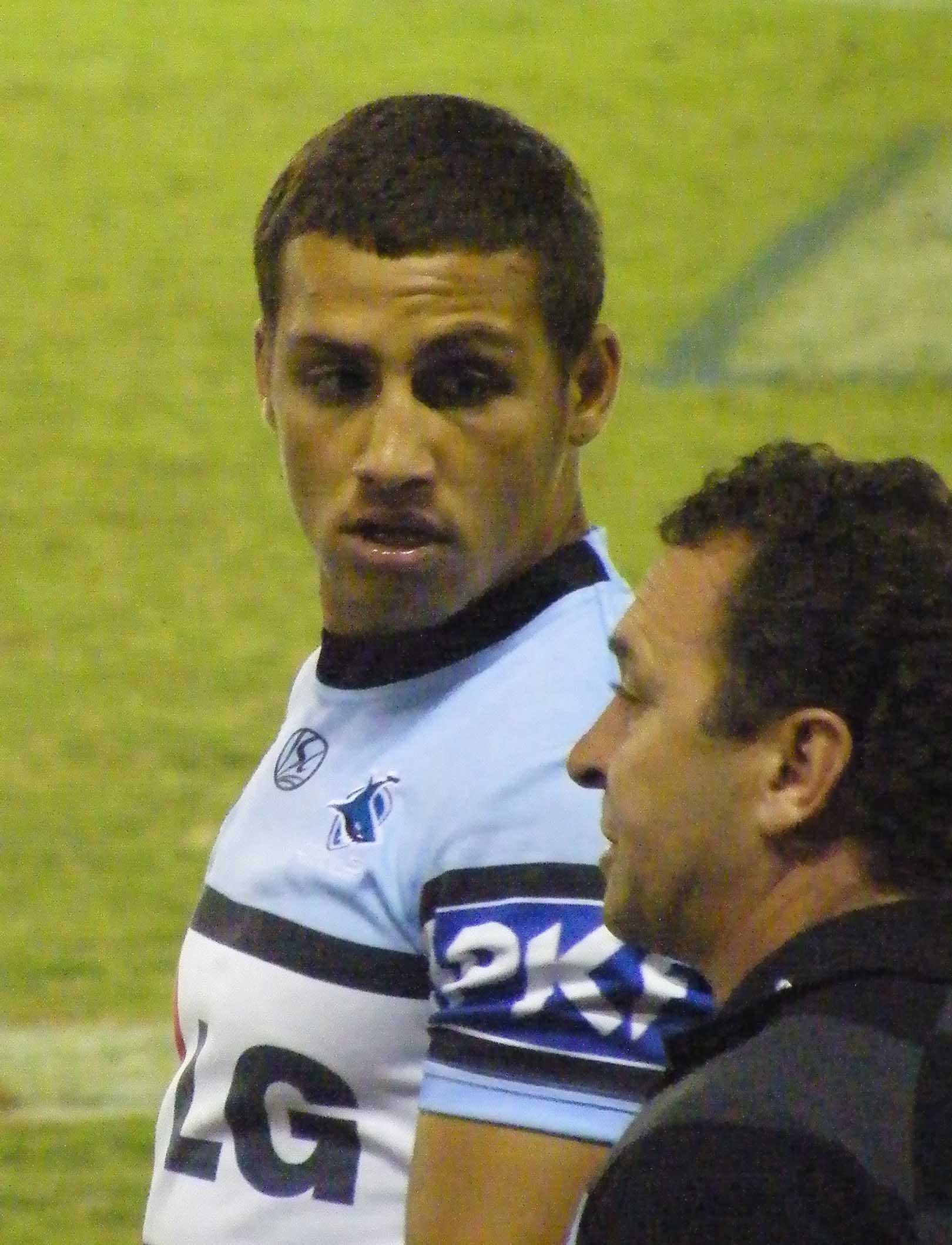
Blake Ferguson

| Rang | Joueur             | Nation     | Points | Essais | Transf. | Drops | MJ |
| ---- | ------------------ | ---------- | ------ | ------ | ------- | ----- | -- |
| 1    | Johnathan Thurston | Australie  | 32     | 1      | 14      | 0     | -  |
| 2    | James Maloney      | Australie  | 18     | 1      | 7       | 0     | -  |
|      | Gareth Widdop      | Angleterre | 18     | 1      | 7       | 0     | -  |
| 4    | Josh Dugan         | Australie  | 16     | 4      | 0       | 0     | -  |
|      | Blake Ferguson     | Australie  | 16     | 4      | 0       | 0     | -  |

### Bilan sportif
L'Australie récupère le trophée perdue en 2014 en remportant tous ses matchs dont deux fois contre la Nouvelle-Zélande, tout d'abord au premier tour puis en finale. Il s'agit donc de son troisième titre après 2009 et 2011, et se positionne comme le grand favori de la prochaine Coupe du monde 2017 qui se déroule sur ses terres.
Le finaliste, la Nouvelle-Zélande, a battu par un drop d'écart l'Angleterre au premier, elle a ensuite beaucoup déçu dans ce premier tour, d'une part par sa défaite contre l'Australie puis par son match nul contre l'Écosse. Malgré un premier tour où elle s'est trouvée en difficulté, elle se qualifie pour la finale où l'Australie a fait cavalier seul.
L'Angleterre, sur ses terres, espérait renouer avec une finale, mais une défaite d'entrée dans la compétition contre la Nouvelle-Zélande a éteint cet espoir. S'imposant contre l'Écosse, elle est défaite une seconde fois par l'Australie ne lui permettant pas de se qualifier pour la finale.
Enfin, l'Écosse, annoncée comme le petit poucet pour sa première participation à cette compétition, n'aura pas démérité malgré l'écart de niveau qui la sépare des trois grandes nations. Battue à la régulière par l'Australie et l'Angleterre, elle arrache un match nul historique contre la Nouvelle-Zélande lors de son ultime match.

### Bilan économique et popularité
Cette édition a amené un cumul de 153 664 spectateurs sur les sept rencontres disputées soit une moyenne de 21 952 spectateurs par match. La finale entre deux sélections de l'hémisphère sud à l'Anfield Road de Liverpool a réuni 40 042 spectateurs. Cela traduit une réussite populaire de l'évènement malgré l'absence de l'Angleterre, pays hôte, en finale.
À l'issue de la compétition, il n'est pas prévue de nouvelle édition en raison de la tenue de la Coupe du monde 2017, toutefois la Fédération internationale avance l'idée d'une refonte du tournoi avec huit nations participantes qui se calerait entre les éditions de Coupe du monde à partir de 2023. Parallèlement, il est annoncé les nations hôtes des deux prochaines éditions de la Coupe du monde, tout d'abord en Angleterre en 2021 puis au Canada et aux États-Unis en 2025, il s'agit pour cette dernière de la première édition de la Coupe du monde sur le continent nord-américain.